# 6.º Congresso Nacional do Kuomintang (Wang Jingwei)

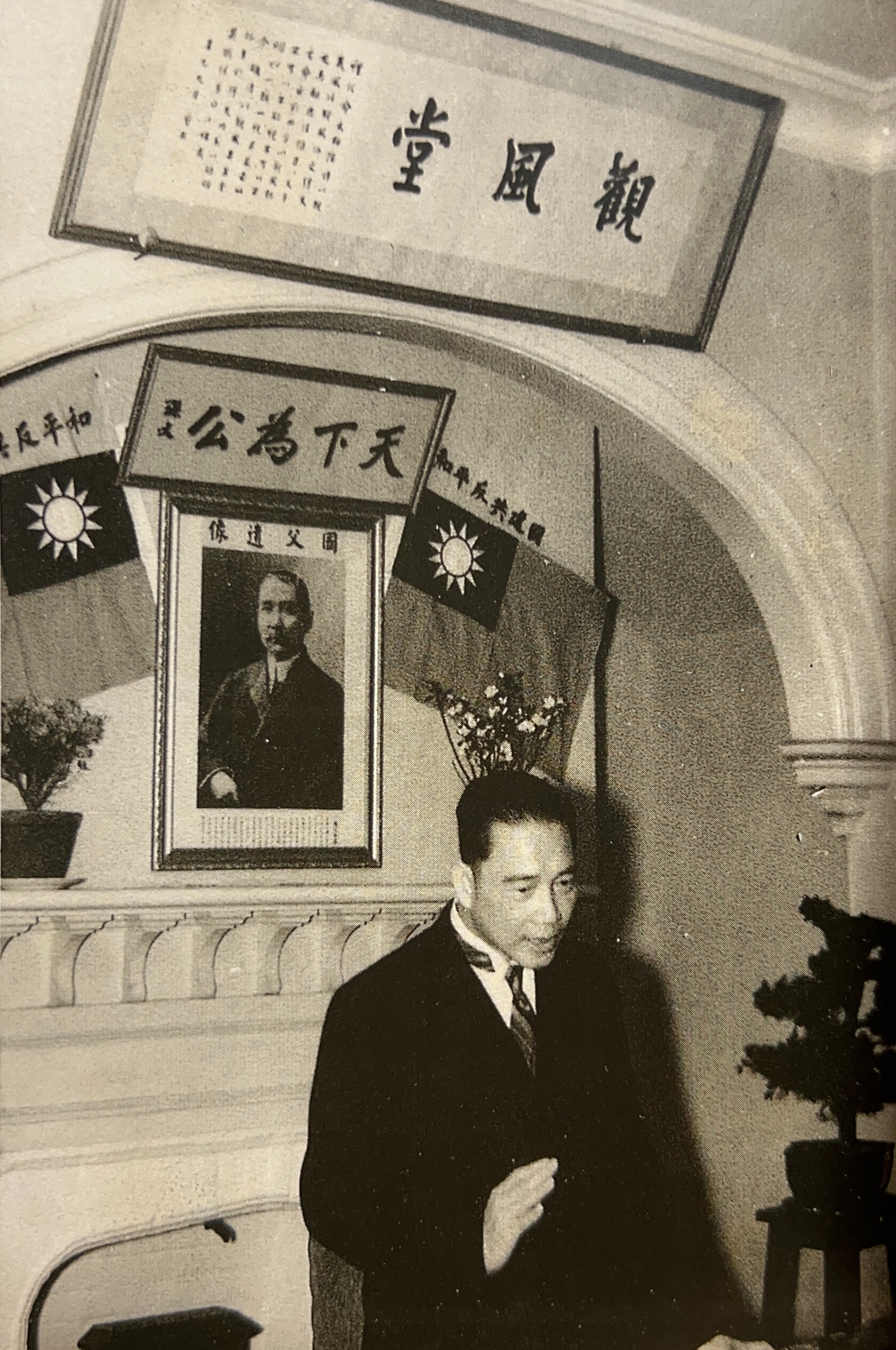
Wang Jingwei, líder do Kuomintang responsavel pelo controle da China ocupada a partir de 1940.

O 6º Congresso Nacional do Kuomintang de Wang Jingwei ( em chinês:  中國國民黨第六次全國代表大会 ) foi feito por Wang Jingwei e seus seguidores do Kuomintang no exílio depois que ele se separou de Chiang Kai-shek e foi para o Japão. Já na Xangai ocupada pelos japoneses, em 28 de agosto de 1939, foi organizado o congresso, que, por ser um colaborador, não foi considerado legítimo após a guerra. 
Uma "conferência política central" foi realizada em Nanjing no final de 20 de março de 1940, estabelecendo seu novo regime. O Congresso acabou por levar à formação do Governo Nacional Reorganizado da República da China, um estado fantoche do Japão sob a liderança de Wang.